# Dolné Lovčice
Dolné Lovčice (Hongaars: Alsólóc) is een Slowaakse gemeente in de regio Trnava, en maakt deel uit van het district Trnava.
Dolné Lovčice telt 766 inwoners.